# Ocyustiba appalachiana
Ocyustiba appalachiana är en skalbaggsart som beskrevs av Lohse och Ales Smetana 1988. Ocyustiba appalachiana ingår i släktet Ocyustiba och familjen kortvingar. Inga underarter finns listade i Catalogue of Life.